# Fonds de solidarité pour le logement
Pour les articles homonymes, voir FSL.
Le fonds de solidarité pour le logement (FSL) est un fonds d'aide, en France, qui attribue des aides financières pour le paiement des dettes locatives en direction des personnes en difficulté, sous conditions de ressources.

## Histoire
Depuis 2004, la gestion du dispositif est confiée au conseil départemental et doit être demandée auprès des travailleurs sociaux du conseil général ou des services agréés.
En 2008, Électricité de France (ÉDF) a contribué aux FSL des départements à hauteur de 20 millions d'euros, ce qui en fait la plus importante entreprise contribuant aux FSL.

## Lois
Ce fonds s'appuie sur les lois :
- Loi du 6 juillet 1989 qui préconise que « Le droit au logement est un droit fondamental ».
- Loi du 31 mai 1990, visant à la mise en œuvre du droit au logement, qui affirme dans son article Ier que « Garantir le droit au logement constitue un devoir de solidarité pour l'ensemble de la nation ».
- Loi du 29 juillet 1998 d'orientation relative à la lutte contre les exclusions qui précise dans son article 136 que « Toute personne ou famille éprouvant des difficultés du fait d'une situation de précarité a droit à une aide de la collectivité pour accéder ou préserver son accès à une fourniture d'eau, d'énergie et de services téléphoniques ».
- Décret du 2 mars 2005 relatif aux fonds de solidarité pour le logement.